# Петър Христов (Якоруда)
Вижте пояснителната страница за други личности с името Петър Христов.
Петър Христов, известен като Хаджи Петър и Петър Бакърджията, е български революционер, участник в Априлското въстание.

## Биография
Роден е в разложкото село Якоруда. Присъединява се към Вътрешната революционна организация и е сред основателите на революционния комитет в Якоруда през март 1876 година. Придружава пълномощника на Пазарджишкия революционен комитет Кузман Поптомов при обиколката му в Разлога. При избухването на Априлското въстание се присъединява към Хвърковатата чета на Георги Бенковски като агитатор и куриер. Заловен е от османците и откаран в Пловдивския затвор.
В затвора е подложен на мъчения, за да издаде други участници във въстанието, но не издава нищо. Освободен е от затвора по време на Руско-турската война след влизането на руските войски в града през януари 1878 година.